# Domenico Calcagno
Pour les articles homonymes, voir Calcagno.
Domenico Calcagno, né le 3 février 1943 à  Tramontana dans la commune de Parodi Ligure, province d'Alexandrie dans le Piémont, est un cardinal italien, président émérite de l'Administration du patrimoine du siège apostolique (APSA) depuis juin 2018.

## Biographie
Il est ordonné prêtre pour l'archidiocèse de Gênes le 29 juin 1967 par le cardinal Giuseppe Siri. Il exerce ensuite différentes responsabilités que ce soit en paroisse, dans son diocèse, ou pour la Conférence épiscopale italienne.

### Évêque
Le 25 janvier 2002, Jean-Paul II le nomme évêque de Savone-Noli. Il reçoit la consécration épiscopale le 9 mars suivant des mains du cardinal Dionigi Tettamanzi, archevêque de Milan.
Benoît XVI l'appelle à Rome le 7 juillet 2007 comme secrétaire de l'Administration du patrimoine du siège apostolique, l'élevant à cette occasion à la dignité d'archevêque.
Le 7 juillet 2011, il est nommé à la présidence de cette administration en remplacement du cardinal Attilio Nicora qui se retire pour se consacrer entièrement à l'Autorité d'information financière créée quelques mois plus tôt.
Atteint par la limite d'âge de 75 ans, il se retire de la présidence de l'APSA le 26 juin 2018.

### Cardinal
Il est créé cardinal par Benoît XVI le 18 février 2012 avec le titre de cardinal-diacre de Annunciazione della Beata Vergine Maria a Via Ardeatina.
Le 29 mars 2014, à l'occasion de la confirmation du préfet de la Congrégation pour les instituts de vie consacrée et les sociétés de vie apostolique, il est nommé membre de cette congrégation par François.
Il atteint la limite d'âge le 3 février 2023, ce qui l'empêche de participer au conclave devant désigner le successeur du pape François.